# Illdisposed
Illdisposed — датская дэт-метал-группа из города Орхус, основана в начале 90-х годов.

## История группы
В 1992 году музыканты записали первое демо «The winter of our discontempt», благодаря которому получили контракт от Progress red labels. Лейбл включил трек «Reversed» в свою компиляцию «Fuck you, we’re from Denmark» .
В 1993 году, за альбомом «Four Depressive Seasons» последовал мини-альбом «Return From Tomorrow», который впоследствии был переиздан на Nuclear blast с добавлением бонусов (на этом релизе дебютировал новый гитарист Мортен Джилстед, занявший место Энволдсена), годом позже альбом «Helvede», который предназначался в основном для коллекционеров.
1995 год, альбом Submit, ставший классикой, записывался уже с новым барабанщиком, Рольфом Рогнвардом. В поддержку пластинки группа провела турне, на котором Лассе Бак выступил на нескольких концертах полностью голым.
После выхода альбома Illdisposed расстались с Progress red labels.
Затем в студийной деятельности группы наступила значительная пауза, которая была прервана в 2000 году выходом сборника каверов Retro. Illdisposed переиграли: Darkthrone, Infernal Majesty, Carcass, Paradise Lost, Venom, Autopsy, Death, Motorhead, Pestilence, Obituary и даже AC/DC.
В 2001 году группа записывает новый альбом «Kokaiinum» и опять состоялась очередная смена барабанщиков, и место за ударными занял Томас Маскелбакс. Альбом имел нестандартную для дэт-метала обложку и названия песен (например, «Fear Bill Gates» или «A Girl And Her Boss»).

## Дискография
- 1993 — Four Depressive Seasons
- 1994 — Return From Tomorrow (ЕР)
- 1995 — Helvede (Сборник)
- 1995 — Submit
- 1997 — There's Something Rotten ...In The State Of Denmark
- 2000 — Retro
- 2001 — Kokaiinum
- 2004 — 1-800 Vindication
- 2006 — Burn Me Wicked
- 2008 — The Prestige
- 2009 — To Those Who Walk Behind Us
- 2011 — There Is Light (But It`s Not For Me)
- 2012 — Sense The Darkness
- 2014 — With The Lost Souls On Our Side
- 2016 — Grey Sky Over Black Town
- 2019 — Reveal Your Soul For The Dead
- 2024 —  In Chambers Of Sonic Disgust

## Состав группы
- Bo Summer — вокал (с 1991)
- Jakob "Batten" Hansen — бас-гитара (1999-2003), гитара (с 2004)
- Ken Holst — гитара (с 2011)
- Kussen Jensen — бас-гитара (с 2012)
- Rasmus Schmidt — ударные (с 2014)